# Gladiolus communis
Gladiolus communis es una especie de gladiolo, originaria del Norte de África, Asia occidental y sur de Europa, y ampliamente naturalizada en lugares libres de heladas en otros lugares, tales como las partes costeras de las islas británicas al sudoeste

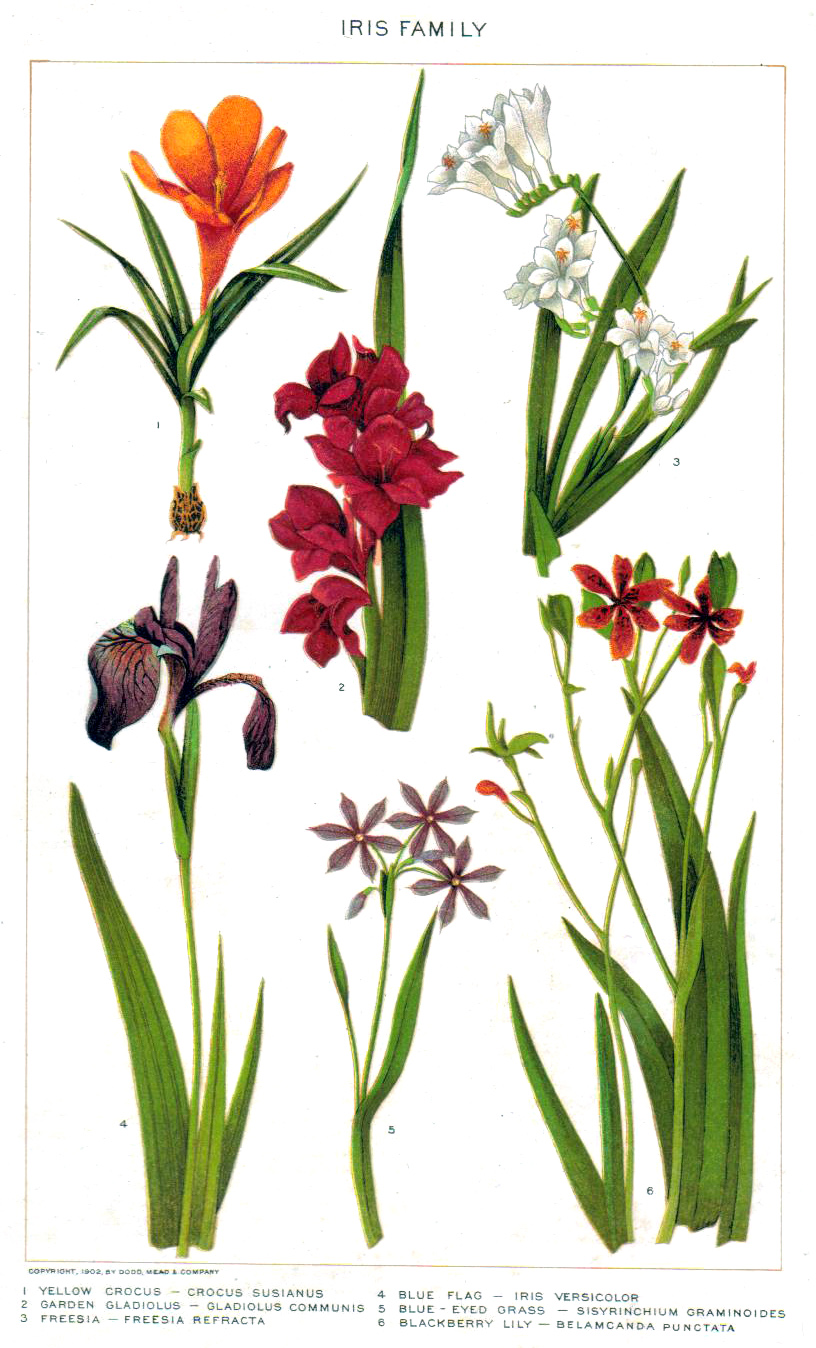
Ilustración

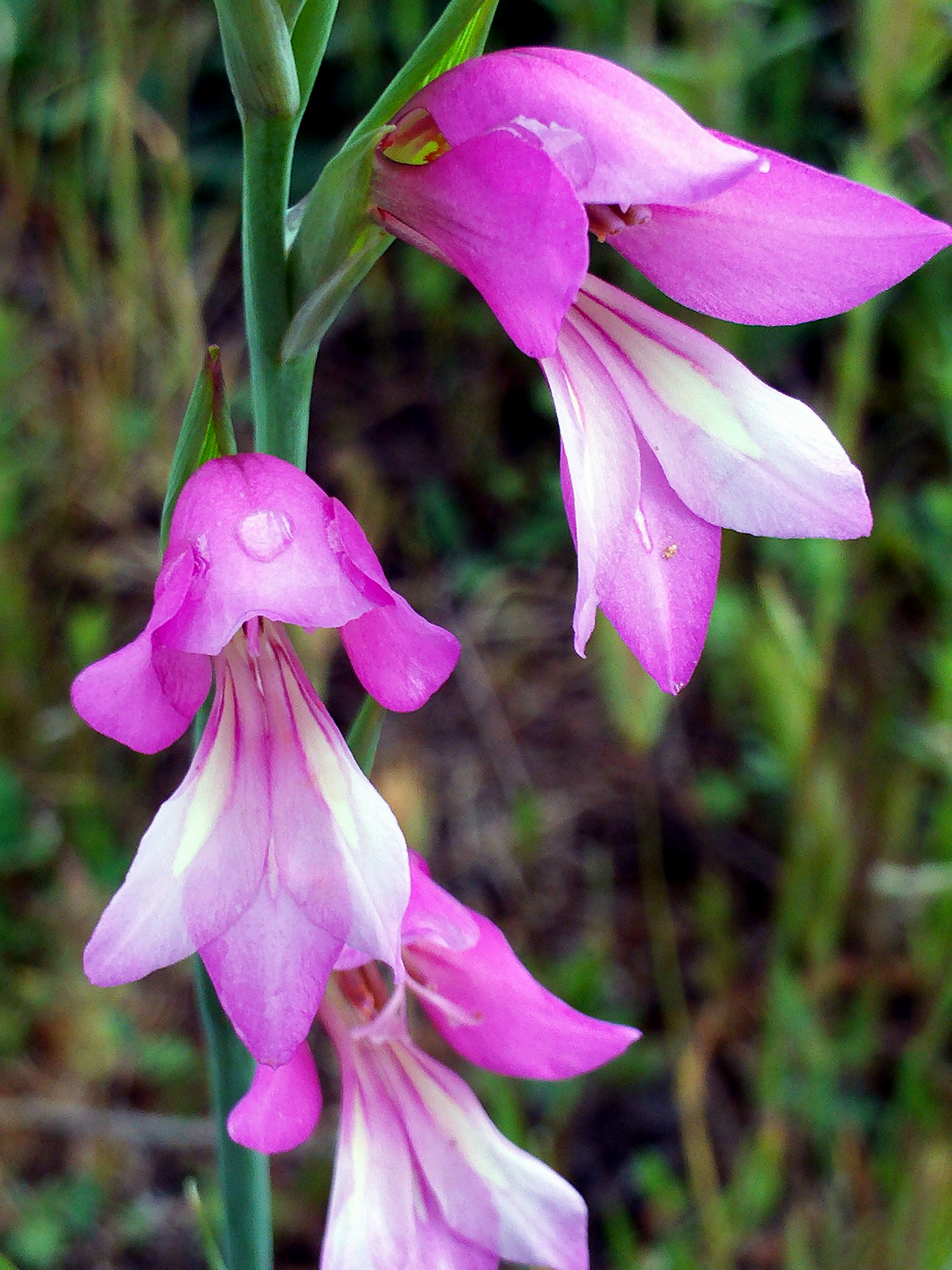
Detalle de la flor

## Descripción
Es un vigoroso cormoperenne que alcanza un tamaño de 1 m de altura, con hojas lineares y flores de color rosa brillante en primavera.
En el cultivo de este último se ha ganado el Award of Garden Merit de la Royal Horticultural Society.

## Taxonomía
Gladiolus communis fue descrita por Carlos Linneo y publicado en Species Plantarum 1: 36–37. 1753.
Etimología
Gladiolus: nombre genérico que se atribuye a Plinio y hace referencia, por un lado, a la forma de las hojas de estas plantas, similares a la espada romana denominada "gladius". Por otro lado, también se refiere al hecho de que en la época de los romanos la flor del gladiolo se entregaba a los gladiadores que triunfaban en la batalla; por eso, la flor es el símbolo de la victoria.
communis: epíteto latino que significa "común".
Sinonimia
- Gladiolus arvaticus Jord.
- Gladiolus byzantinus Mill.
- Gladiolus byzantinus var. lutarius Maire
- Gladiolus byzantinus var. numidicus (Jord.) Maire & Weiller
- Gladiolus collinus Salisb.
- Gladiolus cyclocarpus Jord.
- Gladiolus gussonei Lojac.
- Gladiolus hanru Jord.
- Gladiolus illyricusvar. reuteri (Boiss.) Nyman
- Gladiolus illyricus subsp. reuteri (Boiss.) K.Richt.
- Gladiolus lannesii Jord.
- Gladiolus littoralis Jord.
- Gladiolus notarisii Parl.
- Gladiolus numidicus Jord.
- Gladiolus porrigens Jord.
- Gladiolus reuteri Boiss.
- Gladiolus rigescens Jord.
- Gladiolus ruricola Jord.
- Gladiolus tinei Lojac.[9][10]

## Nombre común
Castellano: claveles de monte, clavelicos de pastor, cresta de gallo (2), espadaña terrestre, espadilla (2), estoque, estoque de dos filos, estoque yerba, estoque yerva, gallo, gladiolo (6), gladiolo común (2), gladiolo de entre los panas, gladiolos, gladíolo, gradiolo, hiacinto poético, hierba estoque, lirio, lirio de San Juan, lirio fétido, palmillas, vara de santa Teresa, yerba estoque.